# Psara orphnopeza
Psara orphnopeza is een vlinder uit de familie van de grasmotten (Crambidae), uit de onderfamilie van de Spilomelinae. De wetenschappelijke naam van deze soort is voor het eerst gepubliceerd in 1986 door John Frederick Gates Clarke.
De soort komt voor op de Marquesaseilanden.